# Wilhelm Breckvelt

Allegorie: Zuiverheid en Matigheid gekroond

Wilhelm Breckvelt (ca. 1658 – Düsseldorf, 1687) was een 17e-eeuwse Duitse tekenaar.
Hij was ook bekend onder de naam Willem Breeckvelt. In 1684 trouwde hij met Adriana Spilberg, dochter van de Duitse schilder Johannes Spilberg. Het echtpaar kreeg drie zonen. Breckvelt was werkzaam in Düsseldorf van 1684 tot zijn overlijden in 1687. Hoewel er slechts één werk van hem bekend is, namelijk de tekening Allegorie: Zuiverheid en Matigheid gekroond, die zich in het Prentenkabinet te Leiden bevindt, biedt dit toch enig inzicht in zijn stijl.
Breckvelt overleed al op 29-jarige leeftijd in Düsseldorf.
- RKD-Nederlands Instituut voor Kunstgeschiedenis: 426997